# Pont médiéval de Châteauneuf-de-Chabre
Le pont médiéval de Châteauneuf-de-Chabre (aussi appelé pont romain) est un pont de style roman à trois arches, franchissant la Méouge et situé sur la commune de Châteauneuf-de-Chabre.

## Historique
Ce pont date probablement du XIVe ou XVe siècle. Il a fait l’objet d’un classement au titre des monuments historiques le 18 décembre 1981. Sa construction très solide en pierres de taille, alors qu'un simple pont de bois plus économique aurait représenté un investissement raisonnable, fonde les interrogations sur sa mission et ses commanditaires. Vu l'aridité, la pauvreté des sols, la morphologie accidentée des terrains reliés par lui, l'absence de voie (« économique », de liaison entre hameaux), une hypothèse consiste à envisager qu'il représente la possibilité d'un prolongement de draille pastorale. Leur entretien était parfois pris en charge par des autorités régionales, avec un but éviter les conflits de passages de troupeaux étrangers préservant les terres agricoles fragiles. 
Un moulin, vraisemblablement construit bien plus tard, vers le XIXe siècle était accolé au pont. Il a été détruit par une grande crue en 1901. Il n'en reste plus que les fondations. L'absence complète de possibilité que son canal d'alimentation fut creusé dans la berge permet d'imaginer que la retenue d'eau, barrage ancien encore en très bon état, environ 100 m en amont (4 m de dénivelé) a été conçu en même temps pour alimenter un canal suspendu « artificiel » (en bois ou en acier) dont les traces ont totalement disparu. Le magnifique et tout petit four à chaux accolé, adossé à la paroi, semble datable de cette même époque (architecture rigoureuse). Sa gueule (bouche) de chargement (2 m de plus vers le haut), comme aussi son petit sentier d'accès indispensable, par le haut, ont disparu (ce four est obturé par le haut pour raison de sécurité). Ce moulin n'aurait donc alors pas fonctionné très longtemps.

## Caractéristiques
Le pont qui a un tablier d'environ 28 m est en nette descente vers l'ouest (dénivelé d'environ 3 m). La largeur de passage est d'environ 2 m. Il y a 3 arches et 2 piles. Les deux arches ouest sont semi-circulaires et sont plus basses. Celle rive gauche est d'architecture différente ce qui laisse penser qu'il y a eu une rénovation, elle est en pointe, de type gothique. Les culées et piles sont renforcées côté amont, témoins du souci de résistance aux fortes crues. 
Le pont est situé sur le chemin vicinal 4.